# Flughafen Saratow-Gagarin

i7
i11
i13
Der Flughafen Saratow-Gagarin (russisch Саратов-Гагарин, IATA-Code: GSV, ICAO-Code: USWG) liegt nördlich des Stadtzentrums von Saratow in Russland. Er wurde am 20. August 2019 eröffnet und ersetzte den inmitten der Stadt gelegenen alten Flughafen.